# Cytotyp
Cytotyp – jeden z wariantów ploidalności istniejący w obrębie taksonu. Cytotypy mogą być zarówno euploidami, jak aneuploidami.
Poliploidalność, wynikająca ze zwielokrotnienia liczby chromosomów osobnika diploidalnego jest jednym z ważniejszych mechanizmów ewolucji i specjacji u roślin. Zróżnicowanie cytotypów występuje także u zwierząt.
Szacuje się, że od 35 do 70% roślin okrytozalążkowych miało w swojej ewolucji etap zwielokrotnienia liczby chromosomów. Poliploidyzacja prowadzi do częściowej lub całkowitej izolacji postzygotycznej. Jeżeli różne cytotypy występują w obrębie jednej populacji może dochodzić krzyżowania pomiędzy nimi i powstawania kolejnych wariantów ploidalności. W wyniku krzyżowania diploidów i tetraploidów powstać mogą osobniki triploidalne. Znane są także przykłady, gdy w wyniku mieszania cytotypów dochodzi do integracji odmiennych wariantów ploidalności. Jeżeli zmiany liczby chromosomów wiążą się ze zwiększeniem dostosowania do określonych warunków środowiska następuje geograficzne zróżnicowanie ich występowania z możliwością istnienia populacji, gdzie różne warianty występują razem. Przynależność do jednego cytotypu nie musi oznaczać bliższego pokrewieństwa niż przynależność do różnych cytotypoów. Badania chloroplastowego DNA Plantago media wykazały, że wariant z jednakową liczbą chromosomów może powstawać wielokrotnie. Tłumaczy to zarazem zróżnicowany poziom adaptacji w obrębie jednego cytotypu. Jeżeli w wyniku poliploidalności dojdzie co całkowitej izolacji rozrodczej w efekcie specjacji sympatrycznej powstają nowe gatunki.
Cytotypy o zwiększonej liczbie podstawowej chromosomów mają często duże znaczenie w gospodarce człowieka. Rośliny uprawne takie jak pszenica, banany, buraki cukrowe, kukurydza, żyto, jęczmień, ryż to jeden z cytotypów powstałych naturalnie lub w wyniku ingerencji człowieka.